# Norra Vedbo härads andra landsfiskalsdistrikt
Norra Vedbo härads andra landsfiskalsdistrikt var 1918–1928 ett landsfiskalsdistrikt i Jönköpings län, bildat när Sveriges indelning i landsfiskalsdistrikt trädde i kraft den 1 januari 1918, enligt beslut den 7 september 1917. Detta distrikts område skulle egentligen ha ingått i ett landsfiskalsdistrikt benämnt Aneby, men då hinder uppstod för bildandet av distrikten Aneby och Tranås så beslutades det den 14 januari 1918 att de tre tidigare länsmansdistrikten i Norra Vedbo härad skulle ombildas till landsfiskalsdistrikt. Distriktet upphörde den 5 november 1928 (enligt beslut den 19 oktober 1928) och dess område överfördes i sin helhet till det nya Aneby landsfiskalsdistrikt.
Landsfiskalsdistriktet låg under länsstyrelsen i Jönköpings län, och landsfiskalen var 1921 baserad i Aneby.

## Ingående områden
Distriktet bestod under hela dess existens av samma område: 
- Askeryds landskommun
- Bredestads landskommun
- Bälaryds landskommun
- Frinnaryds landskommun
- Marbäcks landskommun

Samtliga kommuner låg i Norra Vedbo härad.

## Landsfiskaler
- 1918–tidigast 1925: Johan Magnus Efraim Rosengren, född 1868.[5][6]